# Municipio de Boone (condado de Davidson)
El municipio de Boone (en inglés: Boone Township) es un municipio ubicado en el  condado de Davidson en el estado estadounidense de Carolina del Norte. En el año 2010 tenía una población de 4.753 habitantes.

## Geografía
El municipio de Boone se encuentra ubicado en las coordenadas 35°46′15″N 80°24′0.24″O / 35.77083, -80.4000667.